# Liste der Kulturdenkmäler in Simmertal
In der Liste der Kulturdenkmäler in Simmertal sind alle Kulturdenkmäler der rheinland-pfälzischen Ortsgemeinde Simmertal aufgeführt. Grundlage ist die Denkmalliste des Landes Rheinland-Pfalz (Stand: 2. August 2023).

## Denkmalzonen
| Bezeichnung                          | Lage                                      | Baujahr  | Beschreibung | Bild                           |
| ------------------------------------ | ----------------------------------------- | -------- | --- | ------------------------------ |
| Denkmalzone Simmerhammer             | Hammerweg 2b, 2c, 3 Lage                  |          | seit 1866 Eisengießerei Elbertzhagen, Anlagen des 16. Jahrhunderts (?) bis zum Anfang des 20. Jahrhunderts: - wasserbauliche Anlagen (Stauweiher usw.); - Betriebsgebäude vor allem des 19. und 20. Jahrhunderts (?) mit starken Veränderungen, zum Teil erweitert; das älteste wohl das ehemalige Hammergebäude (Bruchsteinbau mit großer Bogenöffnung), dort schwer zugängliche Spolien, angeblich von Schloss Dhaun; - gut erhaltenes Wirtschaftsgebäude mit stichbogigen Toreinfahrten, bezeichnet 1901; - an der Einfahrt: - Spolien: Portalgewände, bezeichnet 1618, und zwei Wappensteine, 17. Jahrhundert - gusseiserner Laufbrunnen, 19. Jahrhundert - gründerzeitliche Villa des Eisengießereibesitzers Elbertzhagen, bezeichnet 1888; Sandsteinquaderbau, Neurenaissanceformen, Parkanlage mit Gitterzaun | BW                             |
| Denkmalzone Alter jüdischer Friedhof | nördlich des Ortes an der L 230 Lage      | 1700     | 1700 angelegtes Areal mit etwa 25 Grabsteinen des 18. (?) und 19. Jahrhunderts, 1878 geschlossen | BW                             |
| Denkmalzone Neuer jüdischer Friedhof | nordöstlich des Ortes; Flur Auf Kipp Lage |          | 1878 angelegt, 23 Grabstätten von 1879 bis 1930 | BW                             |
| Denkmalzone Burgruine Brunkenstein   | westlich des Ortes Lage                   | vor 1342 | etwa 8–9 m hohe Mauerecke eines Bruchsteinturms der 1342 erwähnten Burganlage | weitere Bilder Fotos hochladen |

## Einzeldenkmäler
| Bezeichnung              | Lage                                                  | Baujahr                           | Beschreibung | Bild                           |
| ------------------------ | ----------------------------------------------------- | --------------------------------- | --- | ------------------------------ |
| Hofanlage                | Auf Kipp 1 Lage                                       | erste Hälfte des 19. Jahrhunderts | Hofanlage; Fachwerkhaus, teilweise verschiefert, erste Hälfte des 19. Jahrhunderts, im Kern älter, Nebengebäude teilweise Fachwerk          | BW                             |
| Wohnhaus                 | Fronhofstraße 1 Lage                                  | Mitte des 19. Jahrhunderts        | ehemalige Schule (?); großvolumiger Bruchsteinbau, Mitte des 19. Jahrhunderts                                                               | BW                             |
| Wohnhaus                 | Hauptstraße 61 Lage                                   | 15. und 16. Jahrhundert           | Fachwerkhaus, verputzt, im Kern wohl aus dem 15. und 16. Jahrhundert                                                                        | BW                             |
| Hofanlage                | Hauptstraße 63 Lage                                   | um 1800                           | Hofanlage; Einfirsthaus, teilweise Fachwerk, um 1800 (?), bezeichnet 1865                                                                   | BW                             |
| Hofanlage                | Hauptstraße 64 Lage                                   | Mitte des 19. Jahrhunderts        | spätklassizistische Einfirstanlage (ohne Tenne), Mitte des 19. Jahrhunderts                                                                 | BW                             |
| Haustür                  | Hauptstraße, an Nr. 78 Lage                           | 1787                              | Haustür, spätbarock, bezeichnet 1787 | BW                             |
| Evangelische Pfarrkirche | Kreuzstraße Lage                                      | 1730                              | barocker Saalbau, 1730, Architekt Johann Thomas Petri, Bundenbach                                                                           | weitere Bilder Fotos hochladen |
| Evangelisches Pfarrhaus  | Kreuzstraße 3 Lage                                    | 1739                              | ehemaliges evangelisches Pfarrhaus, barocker Massivbau, bezeichnet 1739; zugehörig das neue Pfarrhaus, neuklassizistischer Putzbau, um 1910 | BW                             |
| Rathaus                  | Kreuzstraße 5 Lage                                    | 1499                              | spätgotischer Massivbau, bezeichnet 1499, Umbau mit Einbau einer Backstube 1575                                                             | Fotos hochladen                |
| Portal                   | Kreuzstraße, an Nr. 9 Lage                            | 1719                              | Portal, barock, bezeichnet 1719 | BW                             |
| Hofanlage                | Rathausstraße 1 Lage                                  | 18. Jahrhundert                   | Hakenhof; barockes Fachwerkhaus, teilweise massiv, teilweise verschiefert, 18. Jahrhundert                                                  | Fotos hochladen                |
| Portal                   | Rathausstraße, an Nr. 7 Lage                          | 1460                              | Portal mit Vorhangbogen, bezeichnet 1460 | BW                             |
| Burgruine Rotenberg      | westlich des Ortes am Eingang des Kellenbachtals Lage | vor 1329                          | auch Rodenburg; 1329 erweitert, ursprünglich wohl wildgräflich, 1480 zerstört                                                               | BW                             |